# إيفيلين هووكر
إيفيلن هوكر (بالإنجليزية: Evelyn Hooker)‏ (كنيتها عند الولادة: جينتري، وُلدت في 2 سبتمبر من عام 1907 – تُوفيت في 18 نوفمبر من عام 1996)، كانت عالمة نفس أمريكية بارزة. اشتهرت ببحثها لعام 1957 المعنون «التكيف في المثلية العلنية الذكورية»، إذ انطوى هذا البحث على سلسلة من الاختبارات النفسية لمجموعات من الأشخاص الذين يعتبرون أنفسهم إما مثليين أو مغايرين جنسيًا، ثم طلبت هوكر من الخبراء تمييز المثليين في هذه المجموعات وتقييم صحتهم العقلية. تنص هذه التجربة -التي كررها باحثون آخرون فيما بعد- على الابتعاد عن اعتبار المثلية الجنسية اضطرابًا نفسيًا، إذ لم يكن هناك أي فروقات واضحة بين الرجال المثليين والمغايرين جنسيًا من حيث التكيف العقلي.
أوضح عملها أن العلاقة الزائفة بين المثلية الجنسية والمرض النفسي هي الأساس الذي استُخدم في تصنيف المثلية الجنسية على أنها اضطراب نفسي، إذ لم تُدرس سوى عينة من الرجال المثليين الذين خضعوا مسبقًا لعلاج خاص بالأمراض النفسية. كان لعملها هذا دور جوهري في دحض الغيرية الجنسية الثقافية، وذلك لأنه لا يضع المثلية الجنسية في مرتبة أدنى من الغيرية الجنسية على الصعيد التنموي. مهد برهانها -بأن المثلية الجنسية ليست مرضًا- الطريق أمام الاستبعاد الكامل للمثلية الجنسية من الدليل التشخيصي والإحصائي للاضطرابات النفسية الصادر عن جمعية الطب النفسي الأمريكية.

## تجربتها
بدأت هوكر بجمع بياناتها من أصدقائها المثليين منذ عام 1954، لكنها شعرت بأن هذه البيانات غير كافية كونها تفتقر إلى الدقة العملية فيما يتعلق بطريقة جمعها. تقدمت هوكر بطلب للحصول على منحة المعهد الوطني للصحة العقلية على الرغم من تحذيرها بأن حصولها عليها أمر مستبعد بسبب الجدل الدائر حول موضوع بحثها، إذ اعتُبرت فترة خمسينيات القرن الماضي بمثابة ذروة عصر مكارثي، وهي فترة اعتبر فيها علماء النفس موضوع المثلية الجنسية اضطرابًا نفسيًا ونظرت إليه الكنيسة على أنه خطيئة فضلًا عن كونه جريمةً بموجب القانون. التقى جون إبرهارت -المسؤول عن تقديم المنح- بهوكر، التي استطاعت إقناعه بجاذبيتها.
جمعت هوكر مجموعتين من الرجال: مجموعة مكونة من مثليي الجنس حصرًا، وأخرى لا تتضمن سوى رجال مغايرين جنسيًا. تواصلت هوكر مع جمعية ماتاشين بغية العثور على مجموعة أكبر من الرجال المثليين جنسيًا، إذ كانت الجمعية بمثابة منظمة تسعى إلى دمج المثليين في المجتمع. وفي المقابل، واجهت هوكر صعوبات أكبر في العثور على رجال مغايرين جنسيًا للمشاركة في الدراسة. تمكنت هوكر من جمع عينة مكونة من 30 رجلًا مغايرًا جنسيًا وعينةً أخرى مؤلفة من 30 رجلًا مثليًا، ثم درستهم ضمن مجموعات أصغر وفقًا لمعدلات ذكائهم وعمرهم ومستواهم التعليمي. اشترطت هوكر على المشاركين في الدراسة ألا يكونوا قد شوهدوا مسبقًا في أي مكان مختص في المساعدة النفسية أو في الثكنات التأديبية للقوات المسلحة أو في السجن، فضلًا عن ضرورة عدم اختبارهم لأي اضطراب كبير أو خضوعهم لأي نوع من العلاج. اضطرت هوكر إلى استخدام منزلها لإجراء المقابلات بغرض حماية سرية المشاركين.
استخدمت هوكر ثلاث اختبارات نفسية في دراستها: اختبار إدراك الموضوع (تي. إيه. تي.)، واختبار ترتيب الصور (اختبار إم. إيه. بّي. إس.)، واختبار رورشاخ (بقع الحبر). يعود السبب في استخدام هوكر لاختبار روشاخ إلى اعتقاد الأطباء في ذلك الوقت بأنه أفضل طريقةً مستخدمةً لتشخيص المثلية الجنسية.
استطاعت هوكر جمع فريق من ثلاثة خبراء في التقييم بالإضافة إلى 60 ملفًا نفسيًا غير موسومًا بعد عام من عملها. قررت هوكر ترك عملية تفسير النتائج للآخرين، وذلك بغية تجنب أي تحيز مُحتمل.